# Молекулярний хаос
Молекулярний хаос (англ. molecular chaos) — одне з припущень, що спрощує застосування кінетичної теорії газів у хімічній кінетиці. Означає відсутність будь-якої кореляції між станами окремих молекул газу.
Зокрема, припущення молекулярного хаосу було ключовим елементом (хоча спочатку воно не було визнано таким) теореми Больцмана H 1872 року, яка намагалася використати кінетичну теорію, щоб продемонструвати, що ентропія газу, утвореного в стані нижче повний безлад повинен обов'язково розширюватися, коли молекулам дозволено зіткнутися.
Цей факт привернув увагу Лошмідта, який постулював, що неможливо вивести незворотний процес із часово-симетричної динаміки та формалізму: щось не так (парадокс Лошмідта). Розв’язка цього парадоксу (1895) полягає в тому, що швидкості двох частинок після їх зіткнення не є справді некорельованими. Заявляючи, що прийнятно ігнорувати ці кореляції, Больцман ввів елемент часової асиметрії через формалізм свого обчислення.